# Villa Rosa (Dresden)

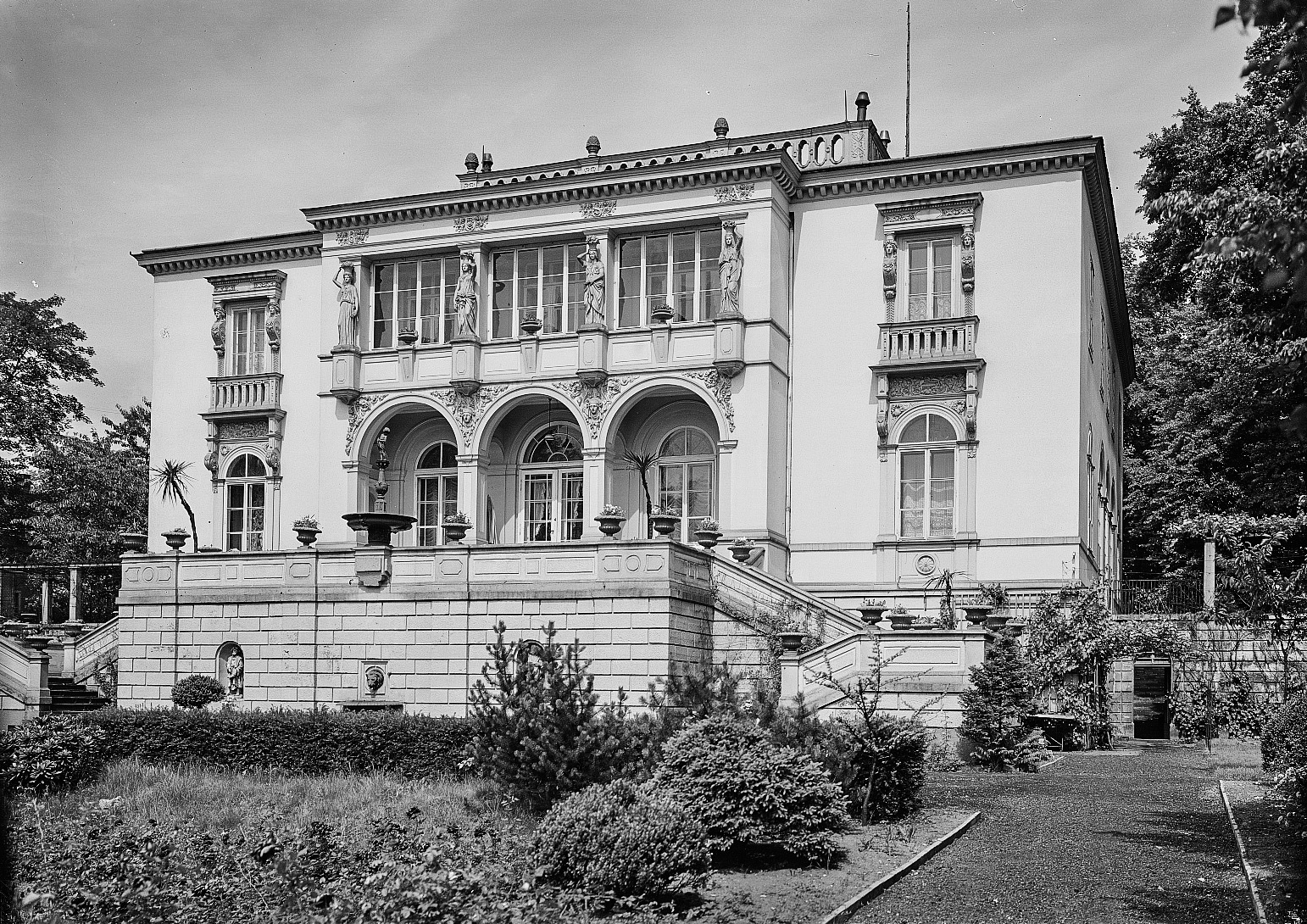
Villa Rosa, Ansicht Vorderfront, Holzhofgasse 20, um 1875

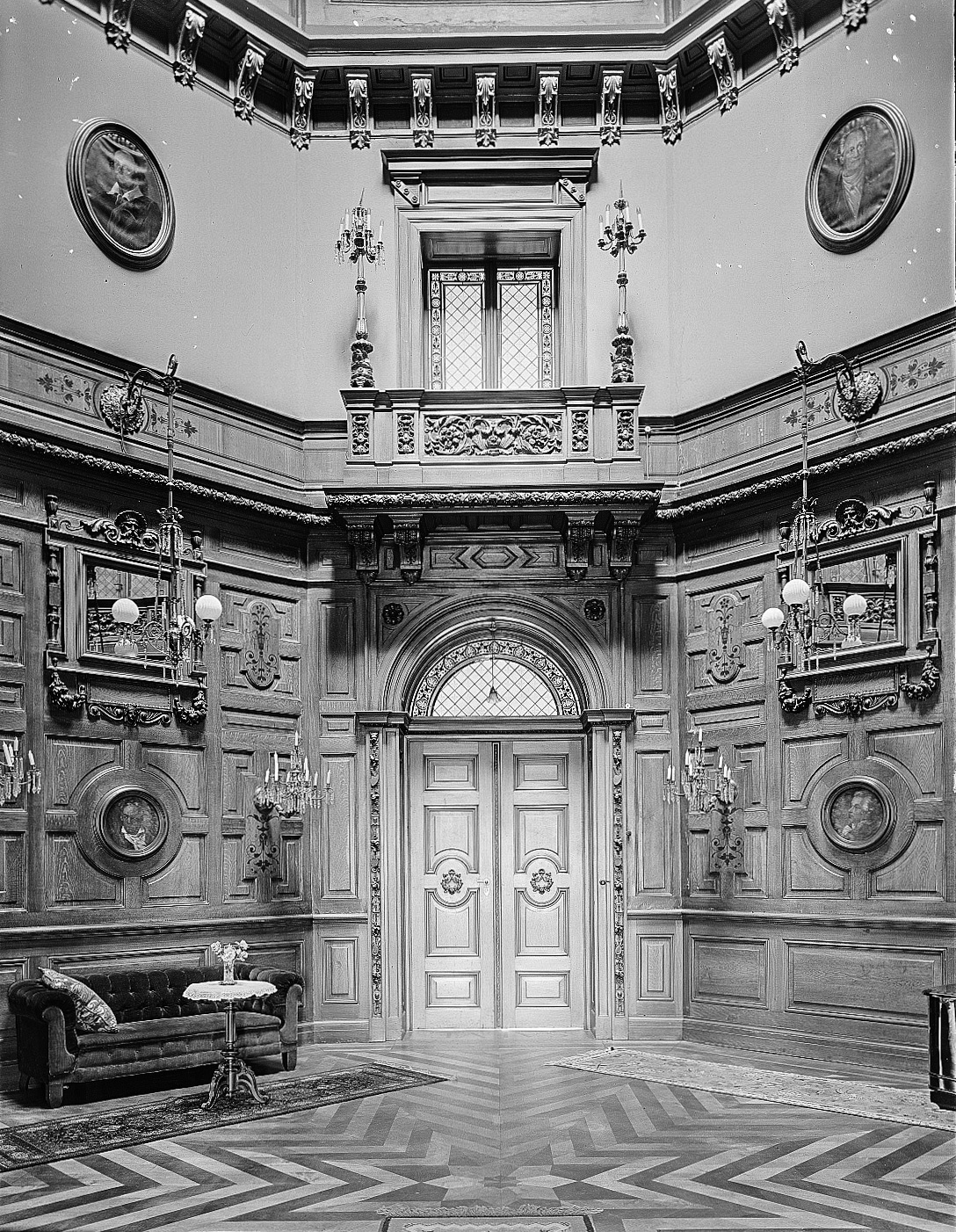
Villa Rosa, Innenansicht des achteckigen Salons (Diele)

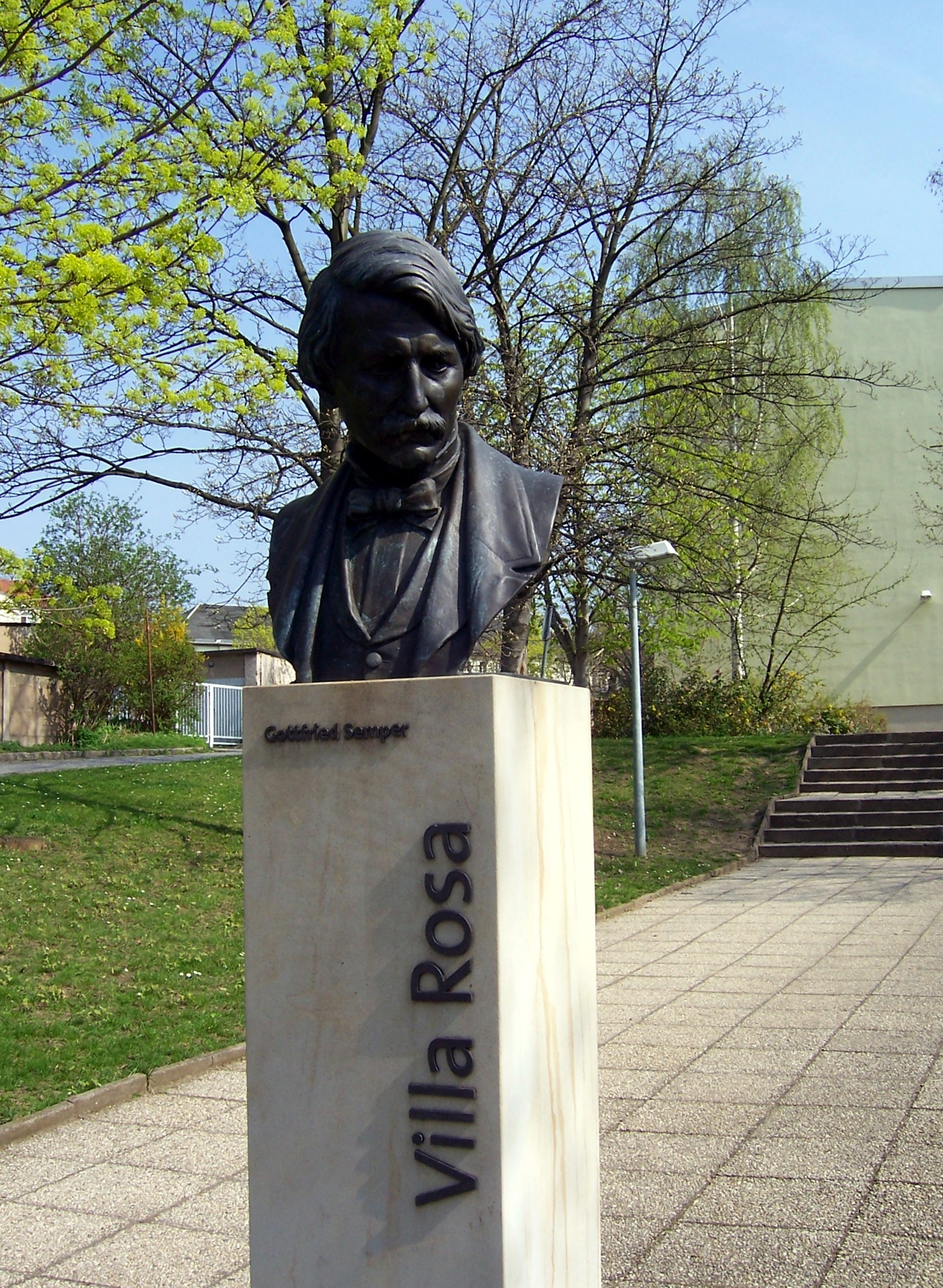
Gedenkstele an der Stelle der Villa Rosa mit einer Büste Gottfried Sempers

Die Villa Rosa war eine Villa in Dresden an der Holzhofgasse neben dem später angelegten Rosengarten an der Elbe. Sie wurde im Jahr 1839 von Gottfried Semper für den Bankier Martin Wilhelm Oppenheim (1781–1863) errichtet und war für viele Jahrzehnte Vorbild des Villenbaus in Dresden. 1945 ausgebrannt, wurde ihre Ruine ohne Not 1955 abgebrochen; seit den 1990er Jahren erinnert eine Gedenktafel an sie.

## Geschichte
Der aus Königsberg i. Pr. stammende und in Berlin lebende Bankier Martin Wilhelm (bis 1826 Mendel Wolff) Oppenheim ließ sich die Villa 1839 als Sommersitz in der Dresdener Antonstadt, am rechten Ufer der Elbe, in der Holzhofgasse 15, errichten und benannte sie nach seiner Frau „Rosa“, geb. Alexander (1792–1849). 1845 bis 1848 leitete Semper im Auftrag von Oppenheim zudem den Bau des Oppenheim’schen Palais an der Dohnaischen Gasse, nach deren Fertigstellung die Oppenheims vollständig nach Dresden umzogen. Das Obergeschoss der Villa Rosa wurde für die Tochter Elisabeth und den Schwiegersohn August Grahl sowie deren zahlreiche Kinder eingerichtet. In den folgenden anderthalb Jahrzehnten wurde die Villa durch die Gastfreiheit der Oppenheims und den Kunstsinn der Grahls zu einem Treffpunkt des Dresdner Bürgertums.
Nach dem Tod Martin Wilhelm Oppenheims verkauften seine Erben das Anwesen an den Freiherrn Wilhelm Georg von Warburg, der auch Gutsherr auf Hohenlandin war. Von dessen Erben erwarb es ungefähr 1898 der Nähmaschinenfabrikant Clemens Müller, dessen Erben es wiederum ungefähr 1924 an den Dresdner Gummiwarenfabrikanten und -händler Hermann Rudel verkauften. Dieser betrieb auf dem Gelände auch eine Fabrik sowie das „Sanitätshaus Frauenheil“.
In den 1890er und den 1920er–1930er Jahren wurden die Villa und ihre Nebengebäude wiederholt ganz oder teilweise vermietet. Zu den Mietern in den 1890er Jahren gehörte der damalige Rektor des Gymnasiums zu Dresden-Neustadt, Martin Wohlrab (1834–1913).
Das Grundstück erhielt mehrmals eine neue Hausnummer: Nach den jeweiligen Adressbüchern waren es 1840–1875 die Holzhofgasse 15, von 1876 bis 1892 lautete seine Adresse Holzhofgasse 20, danach bis 1932 Holzhofgasse 4. Zuletzt trug die Villa Rosa die Adresse Löwenstraße 2 a, letzter Eigentümer war die Stadt Dresden.
Ab dem August 1931 machte die NSDAP die Villa zu ihrer Parteizentrale. Ab dem 25. März 1939 wird sie zur Dienst- und Ausbildungsstätte der motorisierten Sturmeinheiten 1, 2, 3 und 4/M 233 und erhält einige Umbauten. Das Foyer wird zur Ehrenhalle mit großer Führerbüste umgebaut, darüber und an den Wänden werden neben eine große Spachtelarbeit von Clemens Braun aus Loschwitz Stiche des Kunstlehrers Richard Schwarzkopf „über den heroischen Kampf der SA“ aufgehängt. Im Keller wird eine komplette Motorenwerkstatt eingerichtet, auch ein Sandkasten für Angriffsübungen wird dort aufgestellt.
Während der Luftangriffe auf Dresden im Zweiten Weltkrieg brannte die Villa aus und wurde im Jahr 1955 abgetragen. Heute befindet sich auf dem Gelände eine Grundschule. An die Villa erinnern eine Semperbüste vor der Schule und eine Gedenktafel an der Elbseite der Gartenanlage.

## Architektur
Die Villa war der italienischen Renaissancevilla La Rotonda von Andrea Palladio in Vicenza nachempfunden und galt als einer der wichtigsten Villenbauten Dresdens. Semper passte den quadratischen Grundriss mit zentralem Mittelsaal der Nutzung an und schuf einen für die Villenarchitektur des 19. Jahrhunderts in Deutschland und Mitteleuropa beispielgebenden Bau. In Dresden wurden nach diesem Vorbild zum Beispiel die Villa von Seebach oder die Villa Struve durch Hermann Nicolai errichtet.
Über einem Sockel aus Rustika-Quadern erhoben sich zwei hell geputzte Geschosse. Die Fassaden waren symmetrisch gegliedert, der Grundriss fast quadratisch. Die Hauptschauseite im Süden zum Garten hin war antik gegliedert, sie verfügte über eine Terrasse, Brunnen und Freitreppen beiderseits der Terrasse zum Garten. Über der Terrasse erhob sich ein dreiachsiger Mittelrisalit mit drei Rundbögen vor dem Gartensalon im Erdgeschoss und darüber vier das Dachgebälk haltenden Karyatiden. Auf dem flachen Walmdach war eine Aussichtsplattform angelegt, die von einer Balustrade umgeben war.
Geometrischer Mittelpunkt des Hauses war der achteckige Salon, der über beide Geschosse reichte, und der durch ein Oberlicht erhellt wurde. Im Obergeschoss ragten an vier Seiten Balkone in den Salonbereich hinein. Dadurch wurde eine bisher nicht gekannte Öffnung im Gebäudeinneren erreicht, die vor allem auch bei gesellschaftlichen Anlässen von Vorteil war. Andere Räume, wie das bisher meist repräsentativ angelegte Treppenhaus, wurden an die Seite verlegt.
Um die Villa Rosa herum erstreckten sich ausgedehnte Freianlagen, ein weitläufiger Park mit einem Gärtnerhäuschen, die in ihrer Gestaltung ebenfalls Bezug zur Elbe nahmen.

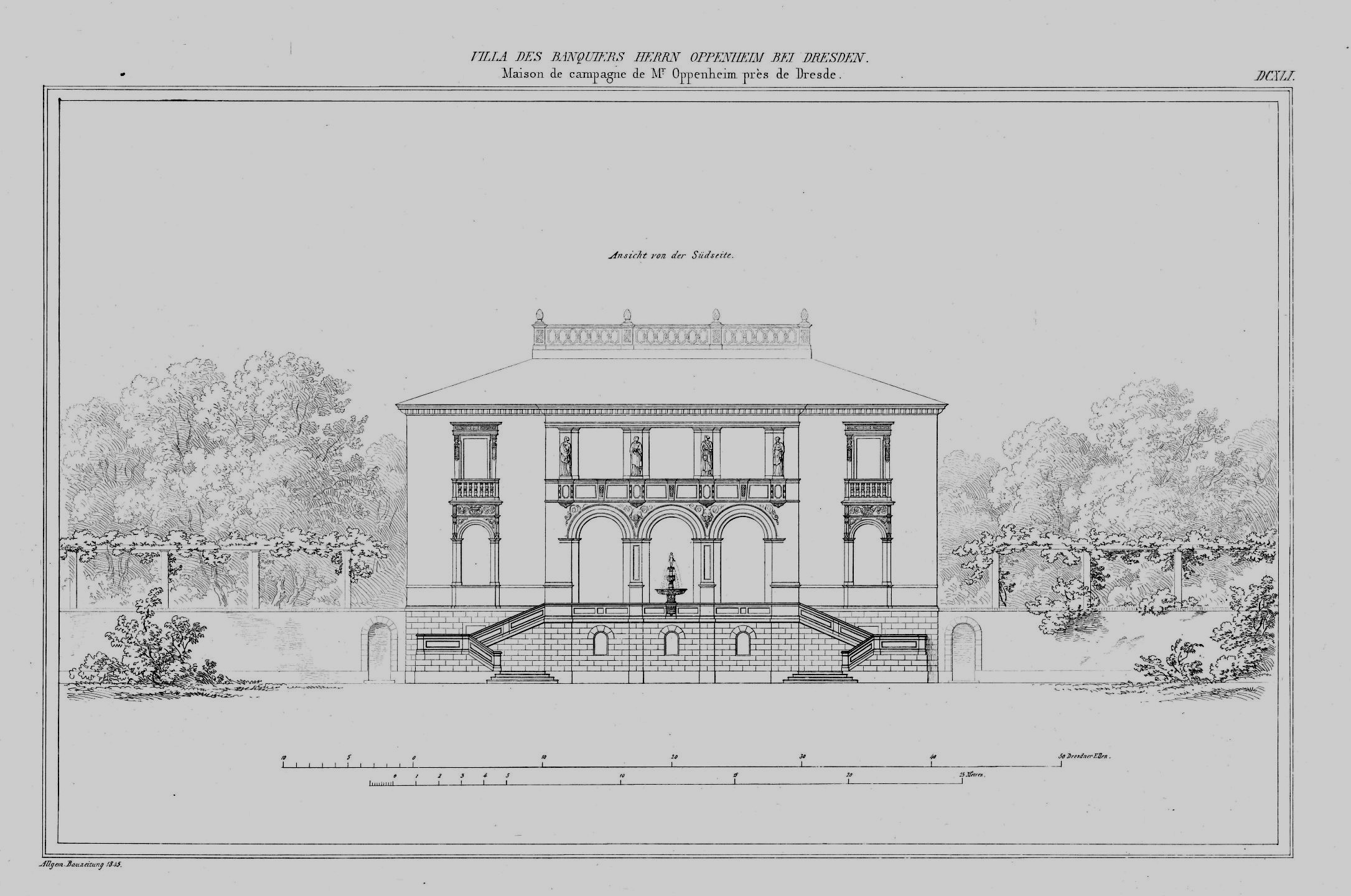
Villa des Bankiers Oppenheim bei Dresden, Ansicht von der Südseite
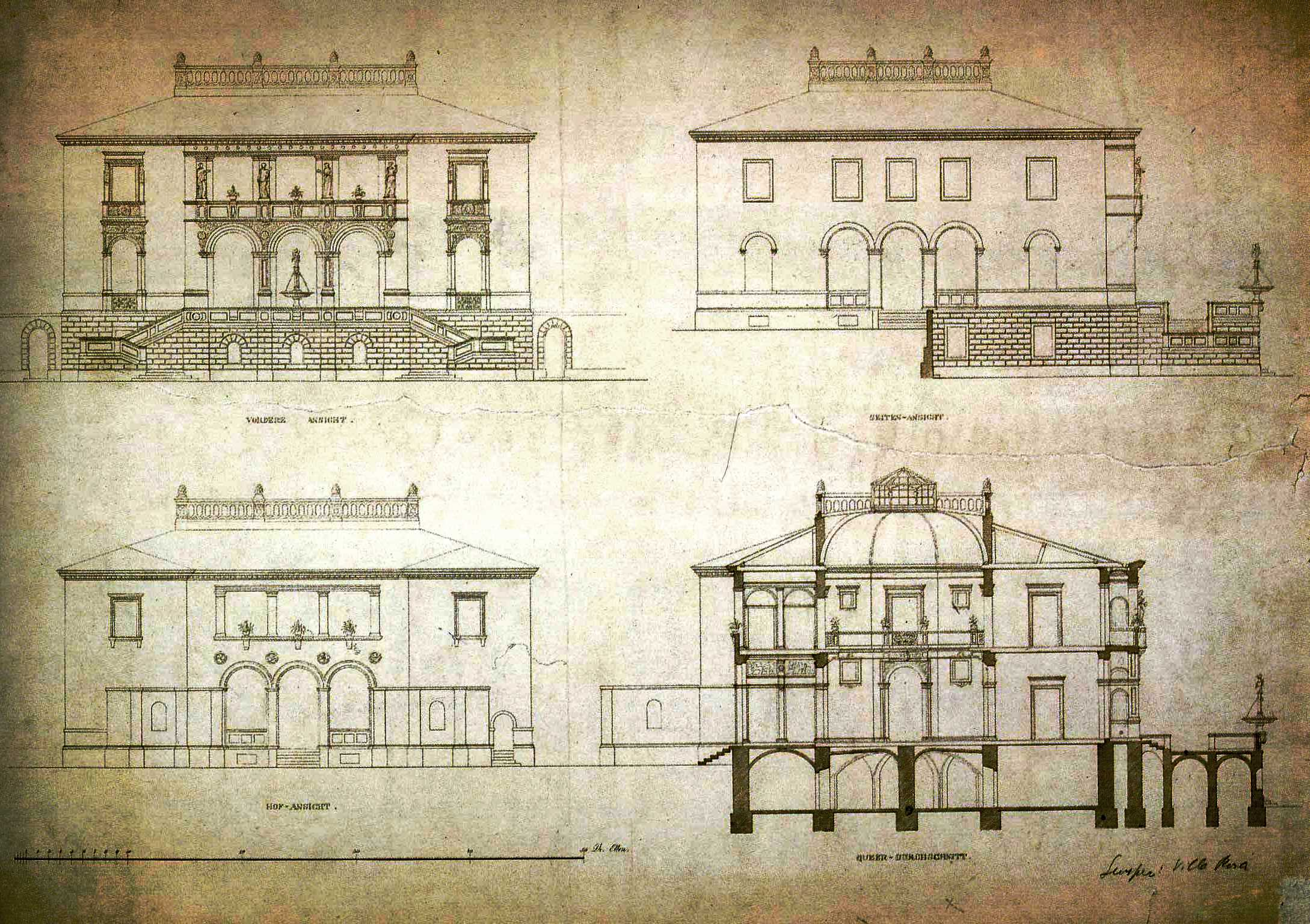
Villa Rosa Aufriss und Querschnitt
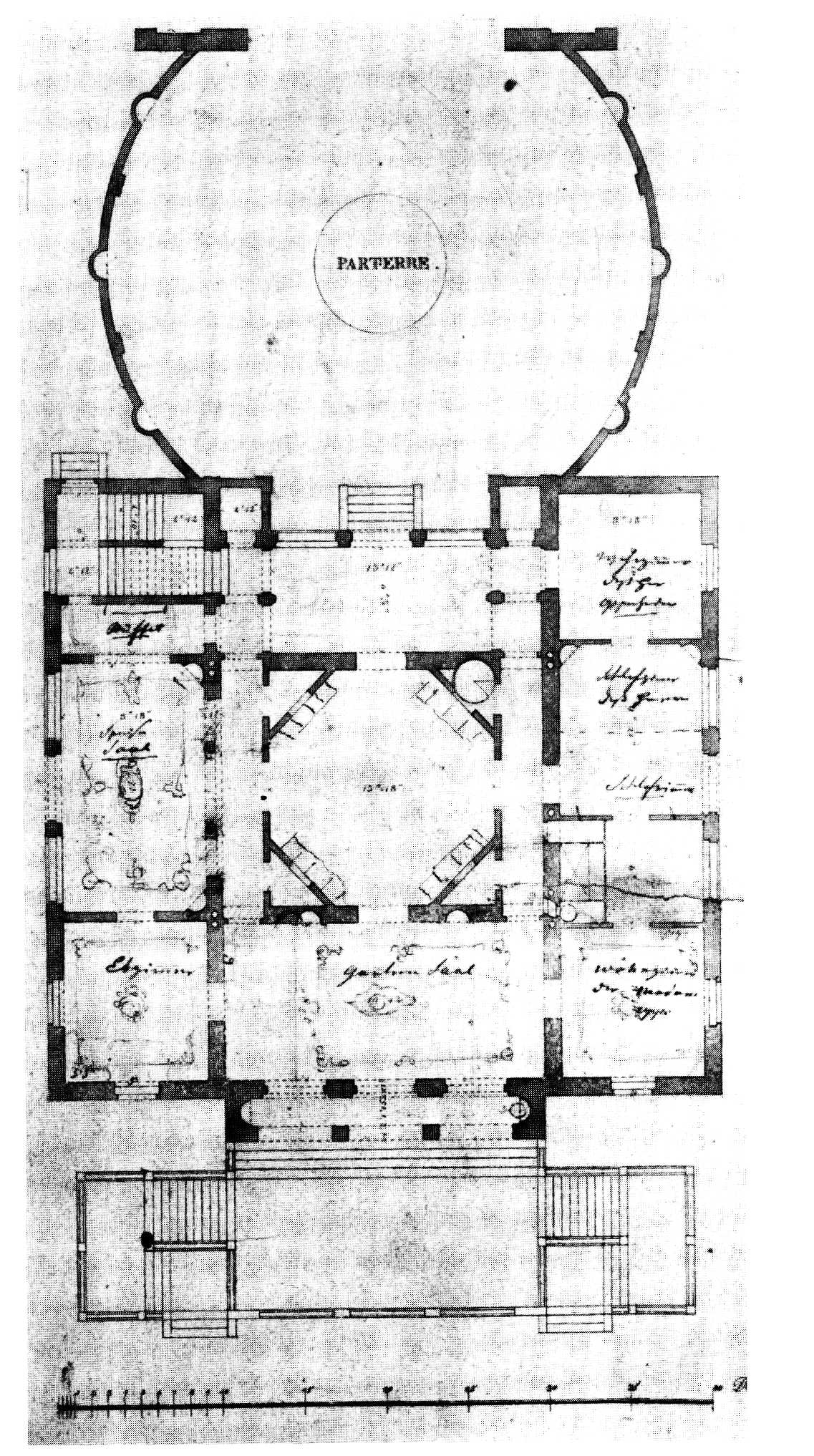
Dresden Villa Rosa Grundriss